# 南化水庫防淤隧道
南化水庫防淤隧道為一座位於臺灣臺南市南化區南化水庫的排砂專用導水隧道。該隧道由台灣自來水公司南區工程處推動，由經濟部水利署旗下南區水資源局承辦，隧道之主要功用在於，透過繞庫水力排沙的方式，將南化水庫庫容區內的淤沙放流至後堀溪舊河道上。該工程已於2021年4月完工，同年6月22日上午9點南區水資源局首次啟動南化水庫防淤隧道排砂放水作業。

## 沿革

### 緣起
南化水庫防淤隧道之興建最初契機在於，南化水庫自1993年開始蓄水營運，水庫容量為1億5,400萬立方公尺，為臺灣公共給水單一標的容量最大的水庫。然而水庫啟用後至今，庫容逐年淤積，2008年卡玫基颱風侵襲，造成南化水庫被大量土石沖入，同年南區水資源局據辦理南化水庫的淤積測量作業，並且結果顯示南化水庫的大壩前淤積面已到達海拔143公尺處。尤其，2009年8月8日的莫拉克颱風侵襲，其所造成之八八風災讓中南部地區的多座水庫受山區大量土石沖入，南化水庫的淤積狀況更為艱鉅，壩前淤積因為八八風災後，淤積面提升至海拔150.8公尺處。2012年測量時，南化水庫的有效蓄水量僅剩9,943萬立方公尺。
而如此嚴重的淤積也讓南化水庫的容量大為下降，2009年11月，南水局進行測量時，南化水庫的有效蓄水容量約為1億立方公尺，已減為原先設計容量的63%，可顯見淤積已嚴重影響水庫蓄水功能。
因此，為確保南化水庫運轉順暢並蓄清排渾，延長水庫壽命及基於永續利用之原則，於2010年制定《曾文南化烏山頭水庫治理及穩定南部地區供水特別條例》，希望透過集水區保育、新水源開發、水庫清淤及庫區設施新建等多面向策略，來維持既有水庫功能及穩定南部地區水資源供應。經特別條例工作小組審議後，確定由水利署南區水資源局負責南化水庫增設防洪防淤工程設施的計畫、施工與監造業務執行，該項計畫稱為「南化水庫防淤隧道工程計畫」。

### 興建
南化水庫防淤隧道工程於2015年1月14日上午10時30分於南化水庫大壩壩頂舉行工程開工動土典禮，現場由經濟部水利署主持，並邀請到水利署總工程司曹華平進行開工主祭，典禮中也邀請到與南化水庫有關的各界人士，包含台灣自來水公司南區工程處、經濟部水利署南區水資源局及南化區各界代表共同參與開工動土典禮。
而實際動工日早在2014年7月25日就開始執行先期工程，整體防淤隧道計畫由榮工工程股份有限公司與南寧工程公司共同得標承攬施工，總工程經費約為新臺幣44.21億元。

#### 防淤隧道

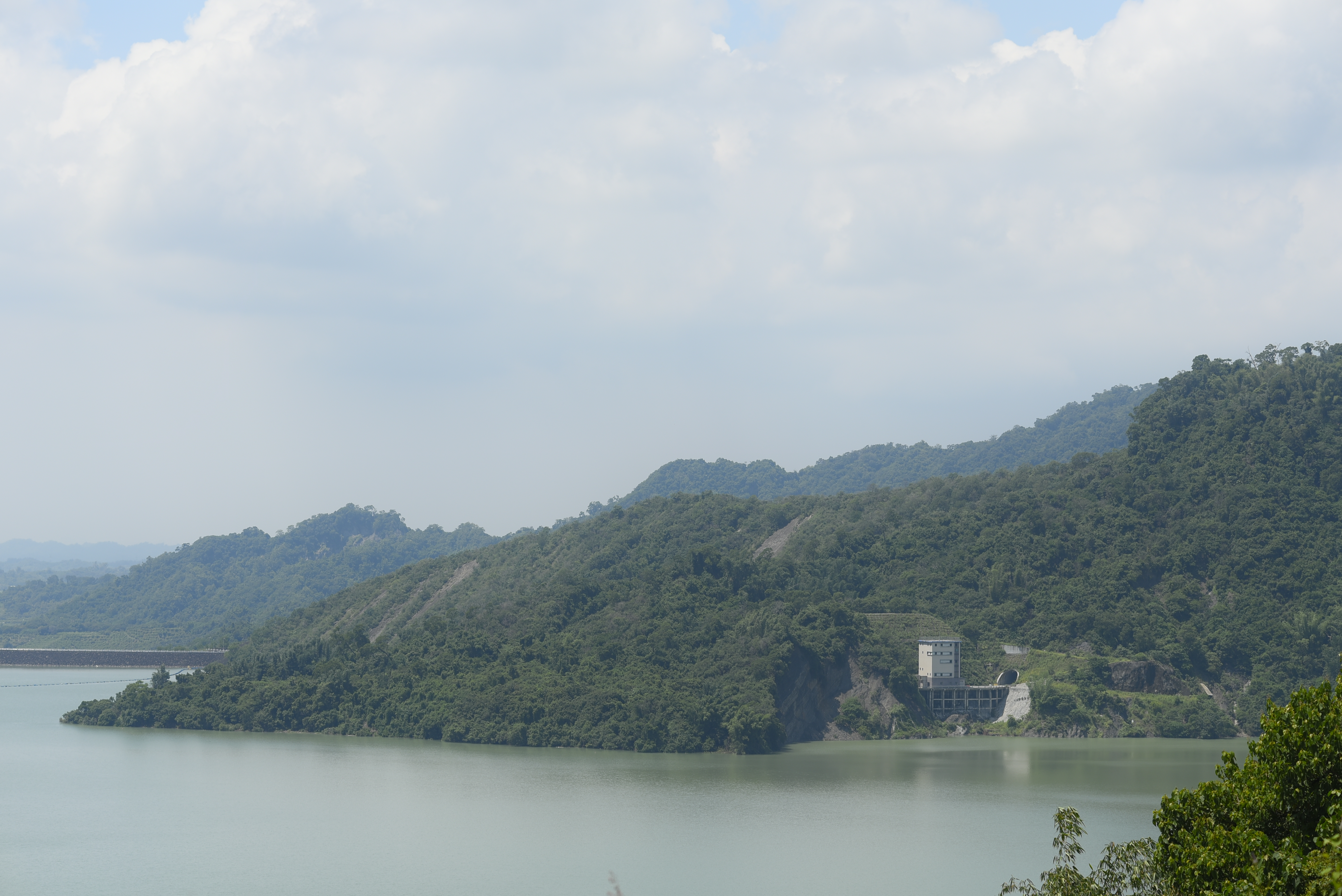
南化水庫防淤隧道

南化水庫防淤隧道庫區的進水口設置在南化水庫庫區的右岸，整座隧道與大壩之間的最短水平距離約有160公尺，而防淤隧道進水口與大壩之間的最短水平距離則約有850公尺。隧道上方的地層覆蓋厚度約20~160公尺。
整體隧道計畫共分有進水口、豎井、排砂隧道、擋水閘門及排砂閘門等水工機械及控制室、出口消能工等五項主要的土木結構設施。其中隧道進水口的底檻設置在庫區內海拔135公尺處。施工用的豎井平臺高程設置在海拔210公尺處，總長為67.493公尺，結構型式為25.2公尺×20.0公尺的雙心圓斷面坑道，豎井頂部高程約海拔210.0公尺，底部高度為海拔133.607公尺，並於內部設置有3座維修閘門以及3座緊急閘門，總數共設有6座閘門。 
排砂道直徑為9.5公尺，仰拱高程為海拔135.0公尺，長度約1,263.5公尺。隧道下游弧形閘門室段裝設有三座寬5公尺、高6公尺的弧型閘門，而工程計畫中，為了配合弧形閘門的安裝，因此這段隧道設計成與閘門尺寸相當，3座寬5公尺、高6公尺的矩形水路，水路中間的隔牆厚2.2公尺，以利於閘門運送進入安裝。排砂道的水流於弧型閘門下游端將通過洩槽、射流及加速段後，再進入靜水池消能以降低水流沖擊。

#### 通達道路
南化水庫防淤隧道通達進水口閘門控制室的施工道路總長1,197公尺，路寬8公尺，整體道路共包含道路段787公尺以及隧道段410公尺。而為考量排砂隧道閘門的運輸因素，因此通達隧道與道路的淨高一律限制需6.6公尺，施工道路於防淤隧道完工後將改為閘門豎井的通達道路。 
南化水庫防淤隧道預計將於2019年11月完工啟用。完工啟用後，防淤隧道的總輸沙流量將高達1,000CMS，預估每年將可排砂72萬立方公尺，若以抽泥船清淤成本計算，每年效益將高達新臺幣3.84億元，並還可助於延長南化水庫壽命與確保臺南與高雄地區的民生用水保障。

## 技術資訊
| 南化水庫防淤隧道布置圖 |

| 隧道段落 | 進水口段                 | 閘門豎井段               | 隧道段                   | 出水口段                 | 資料來源： |
| 隧道長度 | 51.58 公尺               | 27.27 公尺               | 1,287公尺                | 45 公尺                  | 資料來源： |
| 隧道總長 | 1,410.85公尺             | 1,410.85公尺             | 1,410.85公尺             | 1,410.85公尺             | 資料來源： |
| 設計流量 | 1,000每秒立方公尺（CMS） | 1,000每秒立方公尺（CMS） | 1,000每秒立方公尺（CMS） | 1,000每秒立方公尺（CMS） | 資料來源： |
| 隧道直徑 |                          |                          | 9.5公尺（隧道段）        |                          | 資料來源： |

## 資料來源
1. 1 2 3 4 5  . 經濟部水利署南區水資源局. 2016-12-02  [2016-12-02]. （原始内容存档于2019-11-30） （中文（臺灣））.
2. 1 2 3 4 5 6 7 8 9  . 經濟部水利署南區水資源局. 2016-12-02  [2016-12-02]. （原始内容存档于2019-11-28） （中文（臺灣））.
3. 1 2 3 4 5 6 7 8   (PDF). 經濟部水利署. 2012-08-28  [2016-12-02]. （原始内容存档 (PDF)于2018-09-30） （中文（臺灣））.
4. ↑  https://www.chinatimes.com/realtimenews/20210622002641-260405 （页面存档备份，存于） 中時電子報. [2021-06-22] (中文(台灣))
5. ↑  . 經濟部水利署南區水資源局. 2016-01-06  [2016-12-02]. （原始内容存档于2019-11-30） （中文（臺灣））.
6. ↑  . 經濟部水利署電子報.   [2016-12-02]. （原始内容存档于2019-08-13） （中文（臺灣））.
7. ↑  . 經濟部水利署電子報.   [2016-12-02]. （原始内容存档于2019-08-09） （中文（臺灣））.
8. 1 2 3  . 臺南市政府南化區公所. 2015-01-21  [2016-12-02] （中文（臺灣））.[永久]
9. ↑  . 經濟部水利署電子報.   [2016-12-02]. （原始内容存档于2019-08-09） （中文（臺灣））.
10. ↑  . 榮工工程股份有限公司. 2014-04-30  [2016-12-02]. （原始内容存档于2016-05-03） （中文（臺灣））.